# NGC 490
NGC 490, đôi khi còn được gọi là PGC 4973 hoặc GC 277, là một thiên hà dạng thấu kính trong chòm sao Song Ngư. Nó nằm cách Trái Đất khoảng 85 triệu năm ánh sáng và được phát hiện vào ngày 6 tháng 12 năm 1850, bởi kỹ sư người Ireland Bindon Blood Stoney. Mặc dù John Dreyer, người tạo ra Danh mục tổng quát mới, ghi nhận phát hiện này cho nhà thiên văn học William Parsons, ông lưu ý rằng nhiều khám phá được tuyên bố của ông được thực hiện bởi một trong những trợ lý của ông. Trong trường hợp NGC 490, phát hiện này được thực hiện bởi Bindon Stoney , người đã phát hiện ra nó cùng với NGC 486, NGC 492 và NGC 500 trong quá trình quan sát NGC 488.
Đối tượng ban đầu được mô tả trong Danh mục chung mới là "rất mờ, rất nhỏ, tròn, 8 cung phút về phía đông bắc của h 103 (= NGC 488)".